# Splinter (Tartarughe Ninja)
(Splinter a Leonardo)
Splinter, chiamato anche il Maestro Splinter o Sensei dai suoi figli/allievi, è un personaggio immaginario della serie a fumetti Tartarughe Ninja, ideata sotto forma di fumetto dalla Mirage Studios di Kevin Eastman e Peter Laird. Ratto mutante saggio, serio e stoico, è l'istruttore di ninjitsu e arti marziali delle Tartarughe, nonché il loro padre adottivo. In alcune versioni era il topo domestico dell'artista marziale Hamato Yoshi (giapponese: 濱戸義), mentre in altre è lo stesso Yoshi mutato. Il personaggio è inoltre una parodia di Stick.

## Caratteristiche Caratteriali
Splinter è ritratto come un saggio, intelligente e abile "anziano maestro di arti marziali". È quasi sempre calmo, anche quando è arrabbiato, astenendosi dall'alzare la voce. Inoltre, Splinter ha una grande forza di volontà poiché non si arrende senza combattere.
Splinter si prende cura dei suoi figli con feroce devozione, salvandoli in molti momenti critici della serie, come quando Shredder ha tentato di giustiziare i quattro su un edificio, o quando Bishop ha cercato di farli letteralmente a pezzi per la scienza. Splinter chiede aiuto alle tartarughe ogni volta che si trovava in una situazione difficile, specialmente mostrato nella serie animata del 1987.
Nonostante il suo amore per i suoi figli, Splinter è abbastanza militante con loro, specialmente quando sono ancora giovani e inesperti. La paura principale di Splinter è che un giorno lui e la sua famiglia saranno esposti al mondo esterno, poiché è comprensibilmente protettivo. Disciplina le tartarughe quando diventano disobbedienti o ribelli. Le sue punizioni includono fargli fare ripetutamente salti mortali all'indietro nel secondo film live-action, o essere inviati all'Hashi, una forma di punizione nel film del 2014 in una lunga prova per l'equilibrio. A volte, Splinter diventa fisico con le Tartarughe ogni volta che si arrabbia con loro o interrompe le discussioni tra fratelli, il che lo ha portato a metterli in punizione, specialmente nella serie del 2012.
Ogni sua azione è dettata dal rispetto per il codice del Bushidō, e addestra le Tartarughe Ninja allo scopo di vendicare il Maestro Yoshi, assassinato dal Clan del Piede. Il Maestro Splinter si interessa di scintoismo e taoismo, ama la lettura, l'arte e pratica la meditazione.
Benché abile con numerosi tipi di arma tradizionale giapponese, preferisce affrontare i nemici a mani nude, o utilizzando il bastone di legno che porta sempre con sé. Indossa sempre una logora veste color marrone, provvista di maniche e stretta in vita da una cintura.
Splinter non è completamente tagliato fuori dai piaceri della cultura moderna. Splinter è spesso descritto come un fan delle soap opera. Questo è affermato in diverse incarnazioni, ma è maggiormente mostrato nella sesta stagione della serie del 2003, dove quell'hobby viene menzionato più volte. È anche menzionato sia nel film d'animazione del 2007 che nella serie del 2012 che gli piacciono molto i dessert, in particolare i ghiaccioli.

## Poteri e abilità
Splinter ha un'innata capacità combattiva che lo rende capace di leggere il linguaggio del corpo degli avversari, permettendogli di prevederne i movimenti. Inoltre, ha combinato molti elementi di arti marziali differenti, formando un suo stile di lotta, e questo al fine di poter sfruttare al massimo in combattimento la sua nuova forma fisica.

## Fisicità
Il Maestro Splinter ha le sembianze di un grosso ratto umanoide, con altezza di circa un metro e trenta centimetri. È munito di una folta pelliccia marrone scuro, che ne ricopre l'intero corpo, eccetto la lunga coda. Le mani sono provviste di quattro dita, tra cui un pollice opponibile assente invece nei piedi. Come per gli altri mutanti della serie, nelle scene di combattimento gli occhi sono raffigurati privi di pupilla, al fine di conferire un aspetto più tetro.

## Biografia
Sia nei fumetti originali che nei film live-action, Splinter era il ratto domestico di un maestro ninja di nome Hamato Yoshi in Giappone. Intelligente per la sua specie, Splinter fu già in grado di apprendere l'arte del ninjtsu imitando i movimenti del suo maestro mentre si esercitava. Yoshi viene coinvolto in una disputa con un compagno ninja di nome Oroku Nagi e alla fine viene ucciso dal fratello di Nagi, Oroku Saki, che cercò vendetta per la morte di suo fratello. Tuttavia, nel film del 1990 e nella serie animata del 2003 Nagi viene rimosso completamente. Inoltre, nel film del 1990, Splinter fuggì dalla sua gabbia durante l'omicidio e attaccò Saki, artigliandogli la faccia. Saki, a sua volta, gli tagliò un orecchio. Si suggerisce che questa mutilazione sia la ragione per cui Saki ha preso il travestimento di Shredder per nascondere le cicatrici. Al contrario, nella serie a cartoni animati del 2003, è stata la faccia di Hun ad essere artigliata da Splinter.
Senza una casa, Splinter fu costretto a scappare e vivere nelle fogne di New York City. A causa di un incidente stradale, quattro tartarughine e un contenitore di melma mutagena vengono inviati nelle fogne. Il contenitore muta sia Splinter che le tartarughe; migliorò anche l'intelletto già sofisticato del primo. Splinter nominò le quattro tartarughe Leonardo, Donatello, Raffaello e Michelangelo da un libro sugli artisti italiani del Rinascimento che ha trovato in un canale di scolo, e le addestrò nelle arti del ninjutsu in modo che possano vendicare il suo maestro morto allevandoli ed educandoli come suoi figli.
Quando inizia la serie, il Maestro Splinter è ormai piuttosto anziano e infatti non affronta mai dei combattimenti se non occasionalmente. Nel primo episodio rivela ai suoi discepoli la storia delle origini, motivandoli ad uccidere Shredder per vendicare la morte del Maestro Yoshi. In un'altra occasione, mentre le Tartarughe Ninja ed April O'Neil sono impegnati in un inseguimento automobilistico per le strade di New York, il Maestro Splinter viene attaccato dai robot Mouser creati dal Professor Stockman per sterminare i topi di fogna. Essi invadono la tana sotterranea dei mutanti, e l'anziano ratto è costretto ad affrontarli armato solo del bastone e di una spada katana. La stanchezza della vecchiaia tuttavia prende il sopravvento su Splinter, che riesce a salvarsi ma perde i sensi su un'asse di legno che galleggia in un canale fognario. Qualche ora più tardi il suo corpo esanime viene ritrovato dalle guardie di sorveglianza nel sottosuolo della TCRI, e curato dagli alieni Utrom che la governano segretamente.
Le Tartarughe Ninja, alla disperata ricerca del sensei, lo ritrovano ibernato in una capsula criogenica nei laboratori dell'industria, dove gli alieni spiegano che ha subito una salutare cura dopo esser stato ferito nel combattimento contro i Mouser. Per il resto della serie il Maestro Splinter affronterà solo pochi combattimenti, e il suo ruolo principale sarà quello di guida spirituale per le Tartarughe Ninja. Durante la guerra fra bande che imperversa a New York negli ultimi episodi, il ratto viene mortalmente ferito e rimane intrappolato nella ciminiera di un vecchio impianto industriale abbandonato negli anni '30. Nei due mesi che trascorre senza via di fuga e in fin di vita, il Re dei Topi lo istruisce su alcuni importanti fatti spirituali riguardanti la sua trasformazione da semplice animale ad essere senziente; ma al termine del cammino ascetico trova il cadavere decomposto del suo istruttore e scopre che si è trattato solo di una misteriosa illusione onirica.

## Altri media
- Nella prima serie animata, Tartarughe Ninja alla riscossa (1987), Splinter è solito indossare una vestaglia purpurea. Le sue origini sono state radicalmente modificate, tanto da risultare egli stesso la mutazione del Maestro Yoshi (In questa serie il liquido mutageno ha la proprietà di tramutare gli uomini in animali), del quale viene quindi evitato il brutale omicidio. Nell'episodio Splinter No More (L'incantesimo di Mezzanotte, nel doppiaggio italiano), Donatello trova un rimedio per l'effetto mutageno e lo utilizza per far ridare a Splinter le sembianze di Hamato Yoshi. Splinter ritorna così alla superficie e per le strade, ma trova difficile riadattarsi nel normale vita quotidiana di essere umano. Quando gli effetti del rimedio svaniscono, Yoshi torna ad essere Splinter e ritorna dalle tartarughe con pochi rimpianti nel lasciare la sua vita umana alle spalle.
- Nella serie animata del 2003, come per gli altri personaggi, anche il Maestro Splinter riacquista le sue caratteristiche originali nella più recente serie di cartoni animati, dove viene però rappresentato con un pelo grigio chiaro e una veste marrone simile a quella dei fumetti. Questi elementi vengono poi ripresi nel film d'animazione digitale TMNT (2008), doppiato dall'attore Mako Iwamatsu.
- Nella trilogia cinematografica, soprattutto nel primo film, Splinter è fortemente ispirato a quello originale, la cui unica differenza risiede nella veste color bianco. Ha un orecchio tranciatoli da Oroku Saki, poiché il piccolo topo gli sfregiò il viso dopo l'omicidio di Yoshi.
- Nella serie televisiva Tartarughe Ninja - L'avventura continua (1997) l'aspetto fisico del sensei è ampiamente variato, munito di pelliccia grigia e di un elaborato kimono rosso.
- Nella serie animata di Nickelodeon prodotta nel 2012, Splinter torna ad essere una mutazione di Yoshi, ma a differenza della serie del 1987 (e similmente al primo film) lui e Shredder erano in competizione per Tang Shen, la quale aveva anche dato a Yoshi una figlia, che si rivelerà poi essere Karai.
- Nella serie animata Rise of the Teenage Mutant Ninja Turtles - Il destino delle Tartarughe Ninja, Splinter viene mostrato poco serio, molto pigro e distratto, ma quando serve sa comportarsi seriamente per il bene dei suoi figli adottivi.
- Nel film d'animazione crossover Batman vs. Teenage Mutant Ninja Turtles (2019), Splinter non compare fisicamente, ma viene solo menzionato da Leonardo che viene mostrato l'immagine del loro maestro topo che si scontra da sempre con il malvagio Shredder, durante il racconto.